# Rüstung (Schutzkleidung)
Als Rüstung bezeichnet man eine historische Schutzbekleidung, die ihren Träger in erster Linie vor Waffeneinwirkung und gegen Verwundung schützen soll.
Rüstungen sind bereits seit Jahrtausenden gebräuchlich und wurden aus den unterschiedlichsten Materialien und nach verschiedenen Methoden hergestellt. Die im europäischen Mittelalter am weitesten verbreiteten Rüstungen waren aus Textil (Gambeson). Die beste verfügbare Rüstung war ein aus Ringen (Kettenrüstung) oder, ab dem Spätmittelalter, aus Metallplatten (Plattenharnisch) bestehender Schutz des Kriegers für Brust (Harnisch), Hals (Halsberge), Arme (Armschienen, Panzerhandschuhe) und Beine (Beinschienen, Eisenschuh). Auch heute noch werden in verschiedenen Bereichen Rüstungen getragen, unter anderem bei der Polizei und im Militär (Beschusshemmende Weste).
Der Helm, als vermutlich wichtigster Teil der Rüstung, wird in seinem eigenen Artikel beleuchtet. Der Schild zählt, obwohl er für die meisten Kämpfer die wichtigste Schutzausrüstung dargestellt hat, nicht zur Rüstung.
Auch im Kampf eingesetzte Tiere (Kampfhunde, Schlachtrösser, Kriegselefanten) wurden teilweise durch Rüstungen geschützt. Das Pferd des Ritters trug zum Schutz Rüststücke wie Roßstirnen, Vordergebüge, Lendenpanzer und dergleichen.

## Rüstungsarten
Beispiele für vor- und frühgeschichtliche, antike, mittelalterliche und frühneuzeitliche Rüstungen:
- Textilrüstung, Gambeson
- Lederrüstung
- Glockenpanzer
- Klappenpanzer
- Muskelpanzer
- Harnisch
- Lamellenpanzer
- Schuppenpanzer
- Kettenrüstung
- Schienen- od. Spangenpanzer
- Brigantine
- Plattenrock
- Plattenpanzer
- Stech- und Rennzeug
- Japanische Rüstung (Yoroi)
- Stepppanzer aus Seide (Mongolische Kriegführung)

Insbesondere seit dem Spätmittelalter kamen Plattenrüstungen auf, die für eine bestimmte Verwendung geeignet waren, siehe dazu: Arten von Plattenpanzern.
Auch heutzutage wird Schutzbekleidung eingesetzt, die in der Regel aus speziellen Fasern wie Kevlar, Hartplastik oder Keramik besteht.

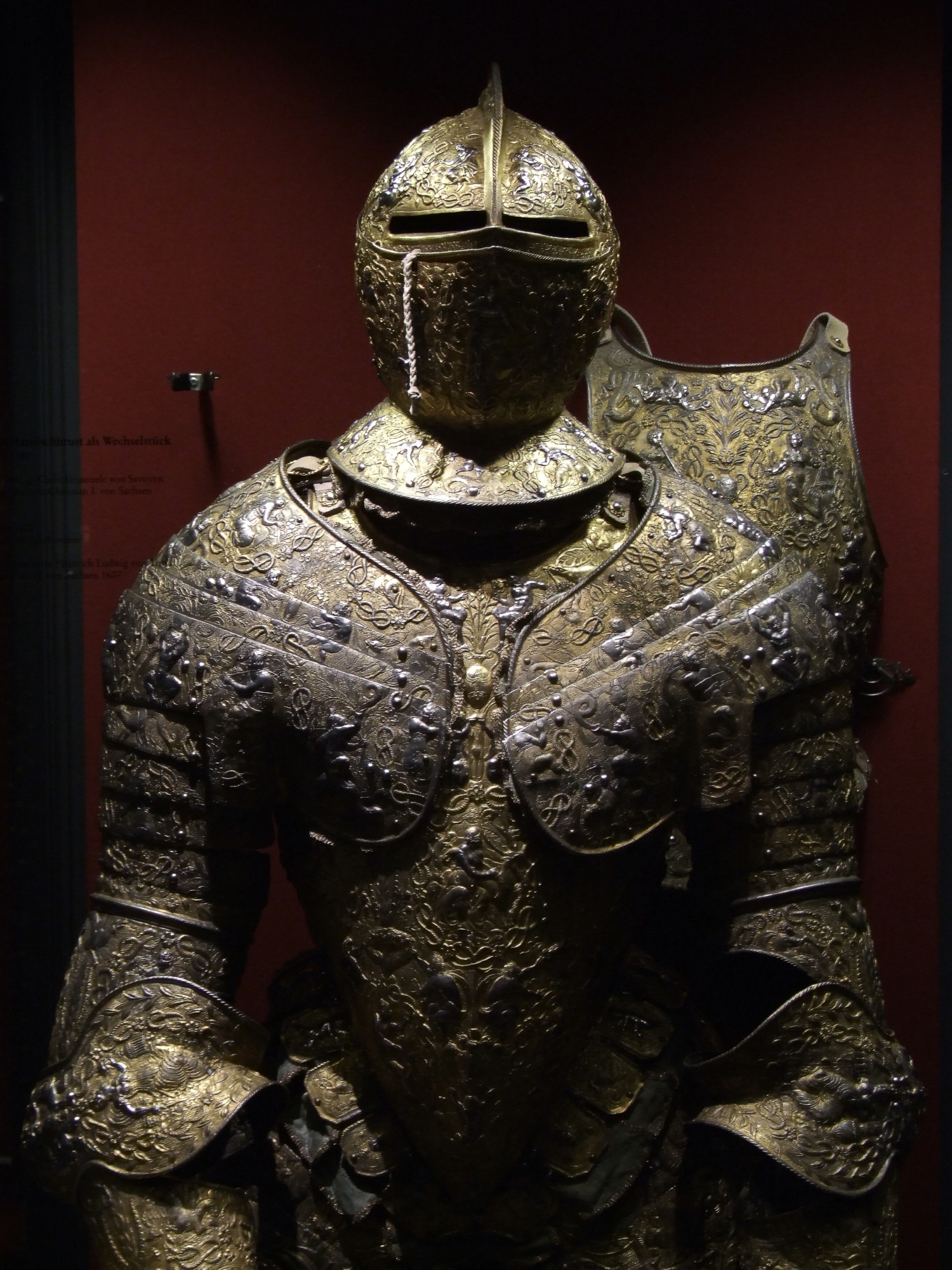
Plattenpanzer im Zwinger in Dresden
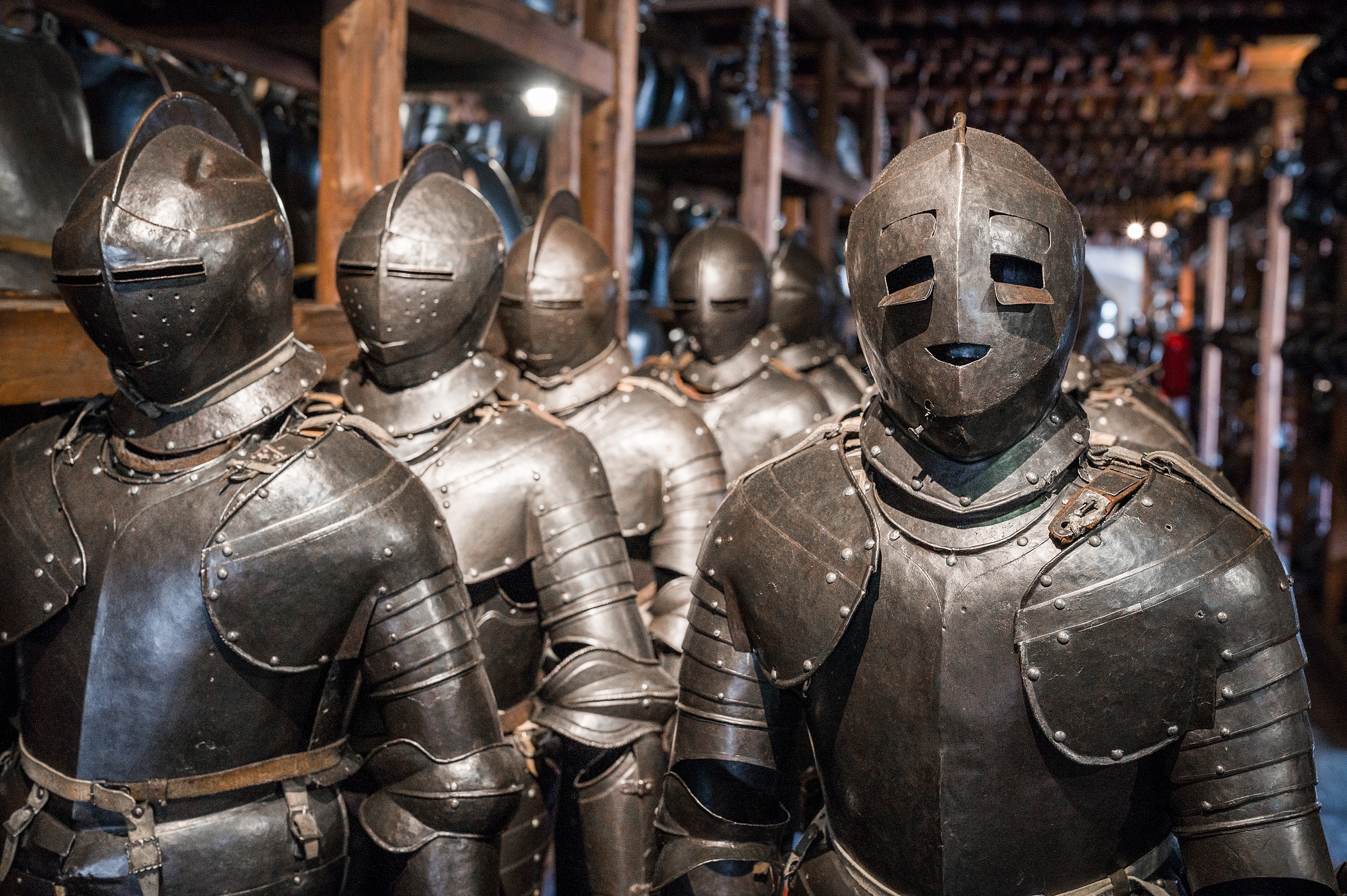
Rüstungen im Grazer Zeughaus.
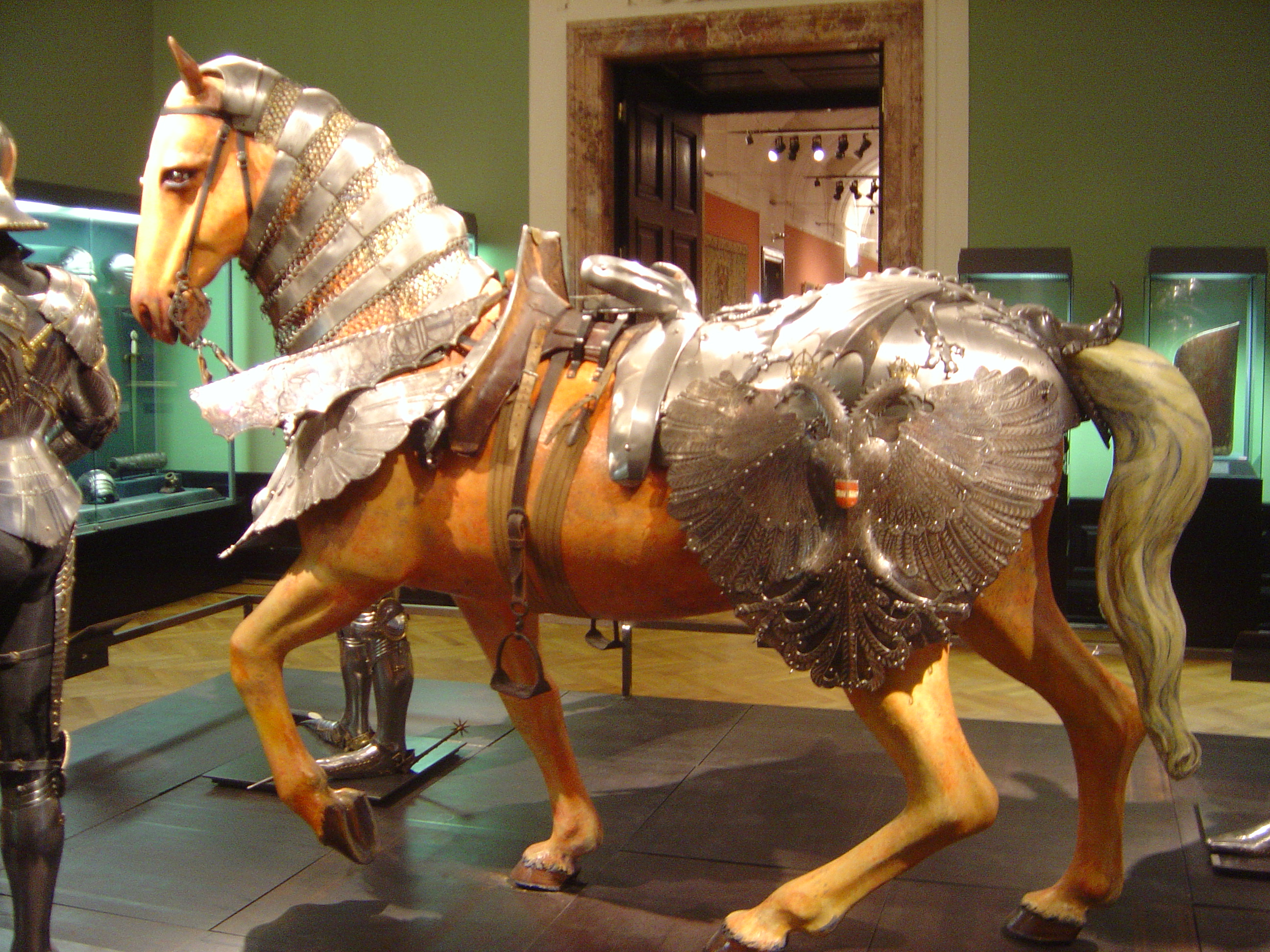
Rossharnisch im Kunsthistorischen Museum in Wien
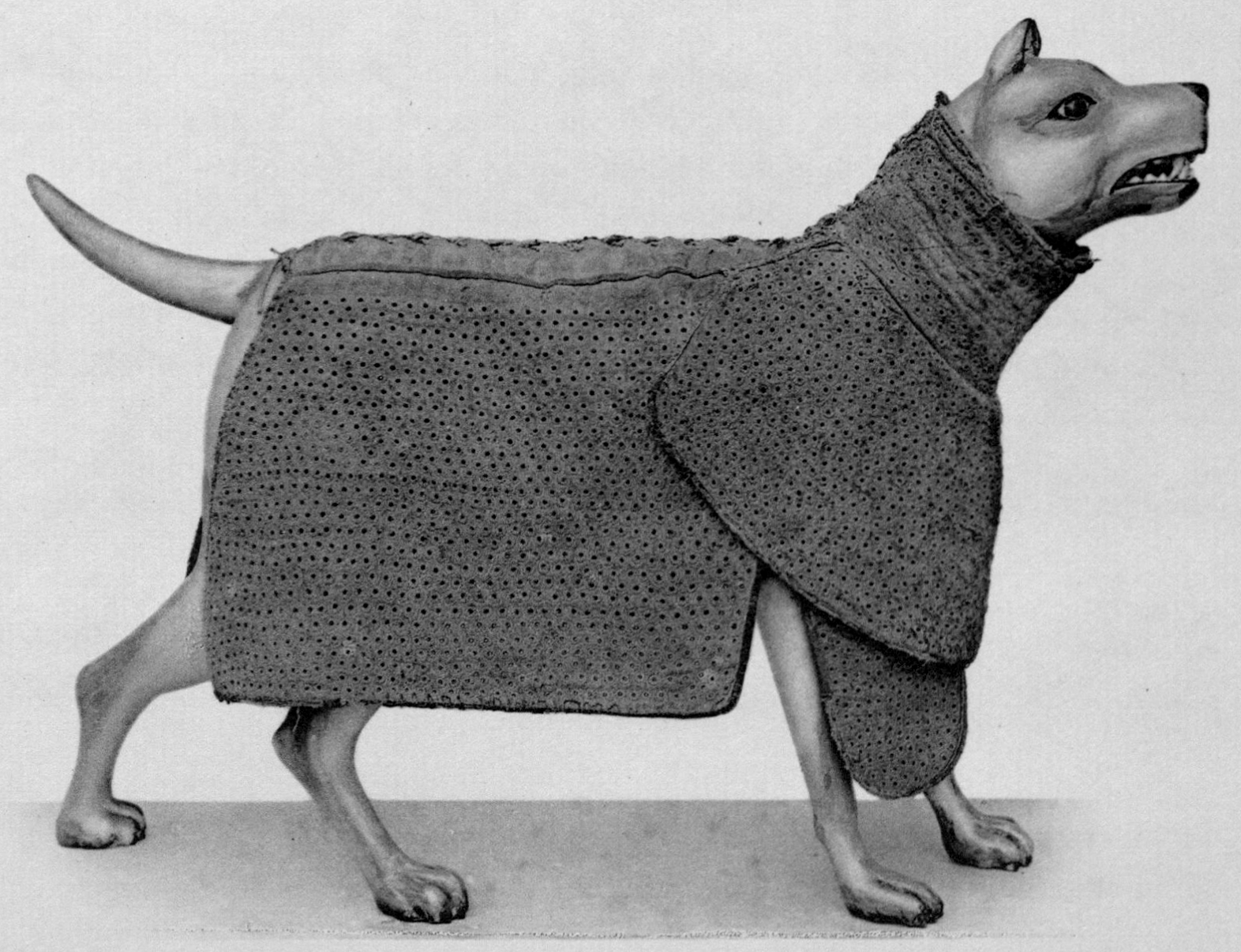
Hundepanzer aus dem 17. Jahrhundert in der Rüstkammer der Wartburg
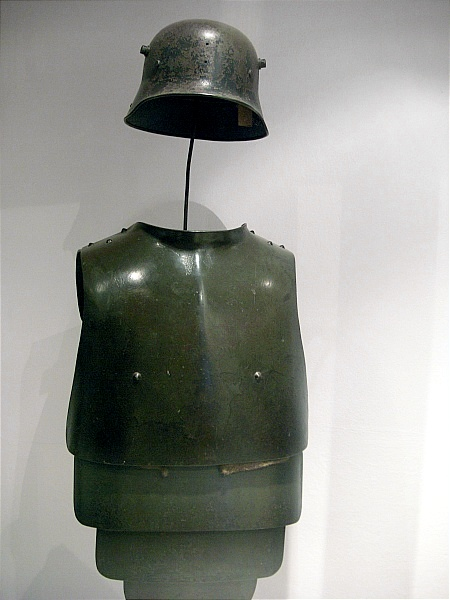
Prototyp einer Beschusshemmenden Rüstung aus dem Ersten Weltkrieg
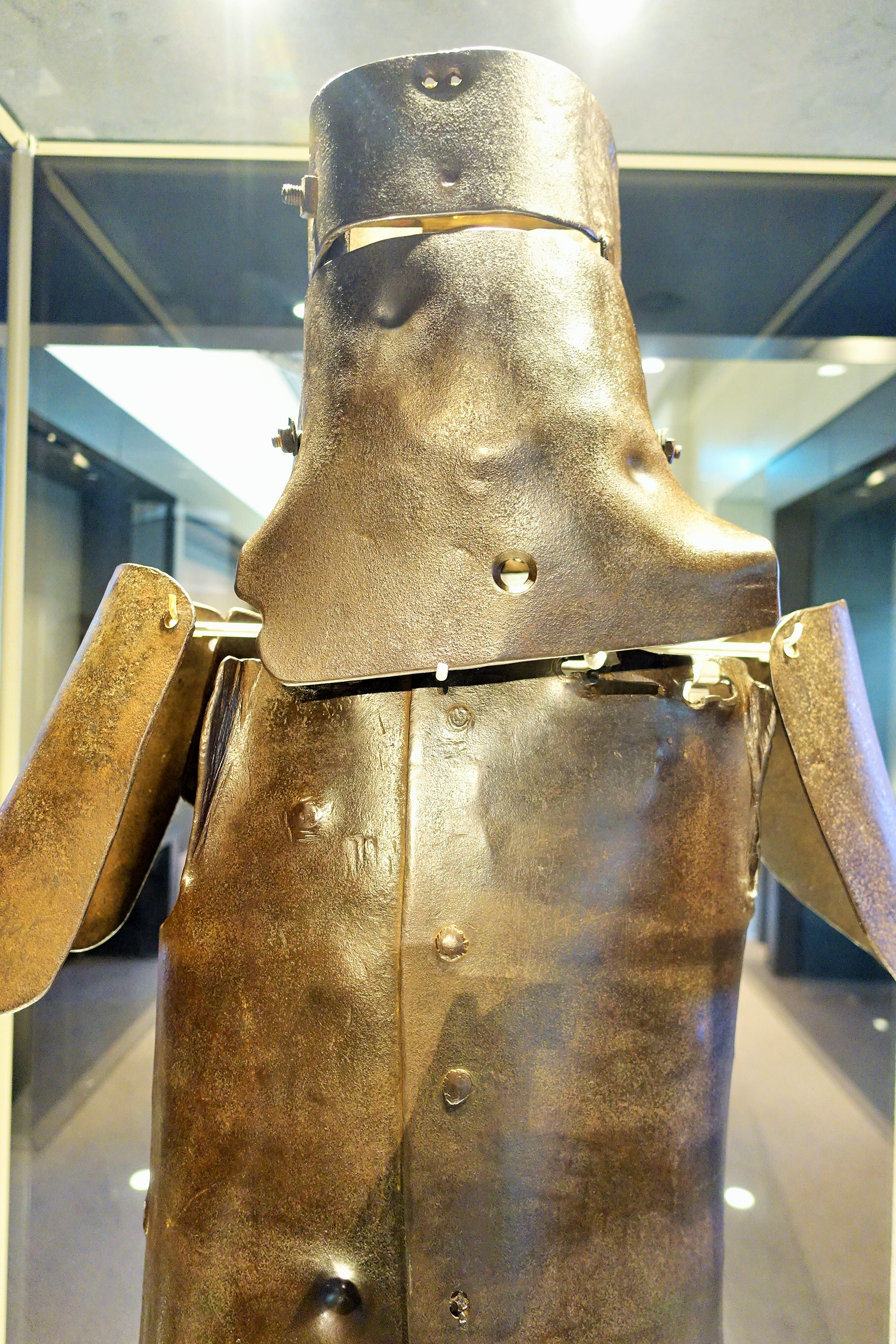
Ned-Kelly-Rüstung des Verbrechers Ned Kelly in Australien

## Geschichte und Entwicklung

### Älteste Formen
Alle Anfänge der Rüstungen greifen auf natürliche Produkte zurück. Man benutzte Baumrinde, das Fell oder Knochen und Hornteile der erlegten Jagdbeute. Die Weiterentwicklung der Rüstung zielte auf die Erhöhung der Festigkeit, gepaart mit größerer Bewegungsfreiheit. Das erreichte man durch Vervielfältigung der Einzellagen des Materials, durch Verstärkung mittels aufgelegter Horn-, Holz- oder Metallplatten, durch eine beweglichere Neben- und Übereinanderlagerung der Schuppen sowie Panzer aus Riemen- und Schnurgeflecht, aus Einzelstäbchen usw. Abschließend wurde Metall verwendet. Von diesen frühen Formen der Rüstung gibt es Nachweise in der Form von Funden oder originalgetreue Nachbildungen in Museen.
Diese ältesten Formen der Rüstungen sind teilweise bei indigenen Völkern noch bis in die nähere Vergangenheit zu finden.
- Baumrindenpanzer mit Hornschuppenbelag bei den Bugi auf Sulawesi. Schön verzierte Baumrindenpanzer in Gestalt breiter Gürtel, die ungemein fest um die Taille geschnürt wurden, waren in Neuguinea üblich.
- Baumwollene Kriegsröcke aus afrikanischen Gegenden Gourma, Dagomba und Mossi in Nordtogo mit aufgenähten, dicht aneinandergereihten, sehr festen Ledertäschchen.
- Wattepanzer gab es in früherer Zeit in Amerika (Azteken etc.), aber auch im zentralafrikanischen Sudan (gefertigt aus Rattan).
- Geflochtene Panzer werden an der Nordküste Neuguineas getragen, Panzer aus Kokosfasergeflecht auf den pazifischen Gilbertinseln.
- Stäbchenpanzer: Bei den Völker Nordostasiens und Nordamerikas existierten aus Stäbchen und Scheiben von Walrosszähnen, Knochen, Holz etc. zusammengesetzte Schutzpanzer. Auf diesem Prinzip beruhen auch Teile der japanischen Yoroi-Rüstungen.
- Kürasse aus Fell waren im äquatorialen Afrika vom Albertsee bis zum Fluss Schari verbreitet.

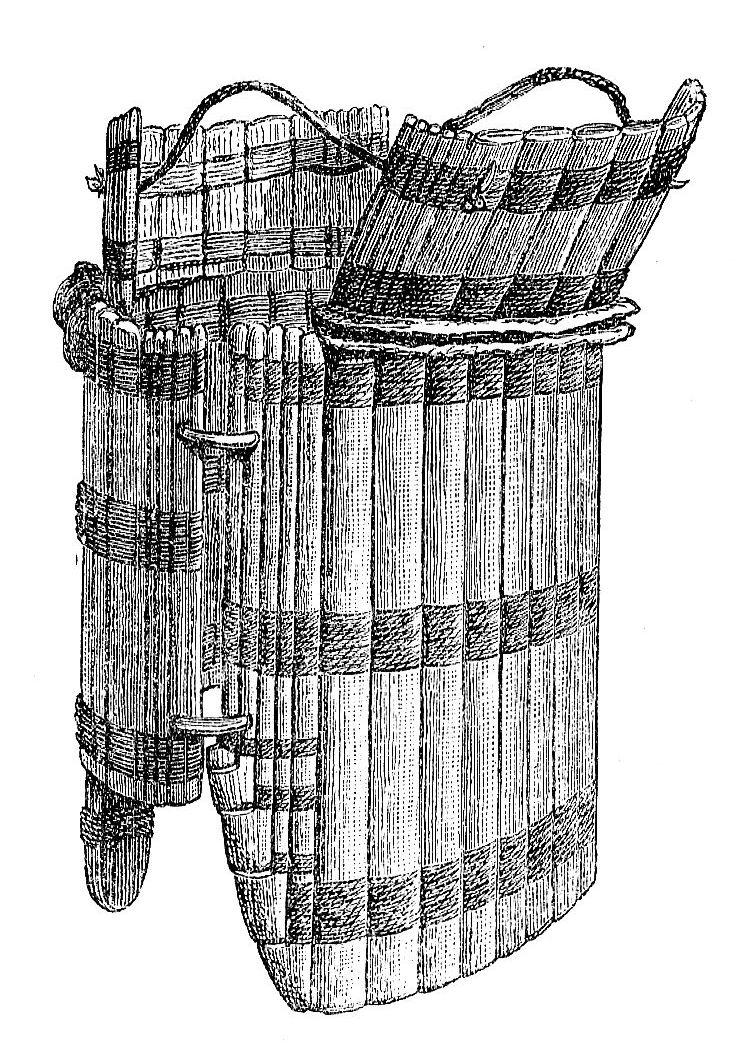
Panzer der Tlingit-Indianer aus Holz- oder Knochenplatten und Stäbchen
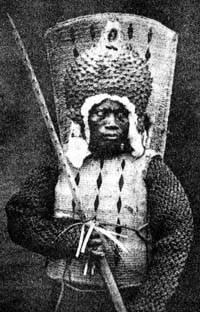
Rüstung aus Naturmaterialien eines Kriegers der mikronesischen Insel Nauru

### Antike
Assyrische und chaldäische Soldaten trugen bereits 710 v. Chr. einen hemdartigen Panzer, dessen Metallschuppen auf Büffelhaut genäht waren. Bei den Leichtbewaffneten reichte der Schutz bis zur Hüfte. Bei den schwerbewaffneten Soldaten bedeckte er Hals und Oberarm und reichte bis zu den Füßen. Beinschienen bedeckten die Vorderseite des Beines bis zum Knie.
In Ägypten kommen neben Lederrüstungen, die oft mit breiten Metallbändern (Brustschienen) verstärkt waren, Panzerhemden aus Bronzeschuppen von 20 bis 25 cm Größe sowie Arm- und Beinschienen aus Bronze schon um 1000 v. Chr. vor. Solche Schuppenpanzer waren auch bei Parthern, Persern und Sarmaten gebräuchlich und verbreiteten sich von ihnen über den ganzen Orient. Die Griechen trugen um diese Zeit bronzene Brust- und Rückenpanzer, je aus einem Stück geschmiedet oder aus dachziegelförmigen Schiebeplatten bestehend, sowie Beinschienen (Knemiden) an beiden Beinen, gleich den Etruskern.
Bei den Römern trugen die Veliten (leichtbewaffnete Infanterie) gleich den Samnitern und den ihnen nachempfundenen Gladiatoren am linken, die schwerbewaffneten (Hastati) am rechten, dem beim Kampf vorgesetzten Bein, die Beinschienen (ocreae). Der Schuppenpanzer (Lorica squamata oder Lorica plumata) bestand aus Schuppen von Metall, Knochen oder Horn, nach Form der Fisch- (rund) oder Schlangenschuppen (rautenförmig) oder der Vogelfedern, die auf Leder oder Leinwand mit Lederriemen oder Draht befestigt waren. Die schwerbewaffneten Reiter, die in frühester Zeit den Kern des Heeres bildeten, waren bis zu den Füßen und Händen mit einem solchen Schuppenpanzer bekleidet. Zur Zeit der Republik trugen die Hastati bereits armlose, nur bis zur Hüfte reichende Ringpanzer (Lorica hamata); um das Jahr 160 v. Chr. hatten die Principes Ringpanzer, die Hastati und Triarii dagegen Brustplatten von mäßiger Größe (Pectorale). Ab Beginn des 1. Jahrhunderts n. Chr. ist zusätzlich ein aus verschieden breiten Stahlbändern zusammengesetzter, Taille und Schultern bedeckender Panzer nachweisbar (Lorica segmentata). Dieser verdrängte den verbreiteteren Ringpanzer nicht und konnte sich auch bei der Reiterei größtenteils nicht durchsetzen.
Daneben gab es für die Heerführer, Konsuln, Imperatoren usw. Prunkrüstungen, möglicherweise aus Eisen- oder Bronzeblech geschmiedet, die dem Körper angepasst und mit Reliefs, Vergoldung und sonstigen Zieraten versehen waren.
In der Kofun-Zeit entwickelten die Japaner die Tankō-Rüstungen. Diese Rüstungen bestanden aus Eisenblech und gegerbtem Leder.

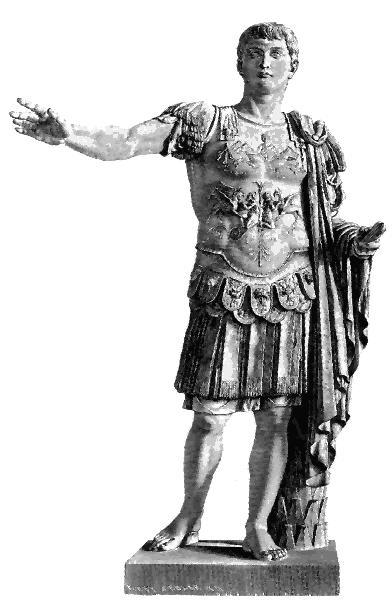
Dem Körper angepasster römischer Brustpanzer, Prunkrüstung römischer Heerführer, Konsuln, Imperatoren (Marmorsäule des Germanicus im lateranischen Museum in Rom)
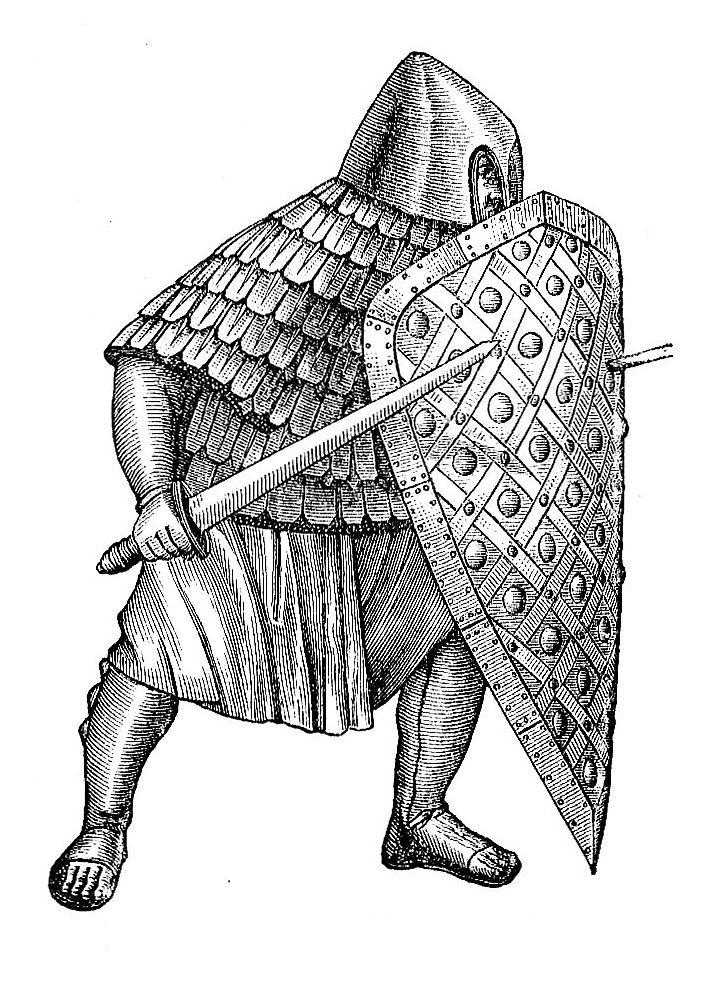
Germanischer (karolingischer) Fußkämpfer mit geschupptem Überwurf (Kutte), der Hals und Oberarme bedeckt.

### Mittelalter

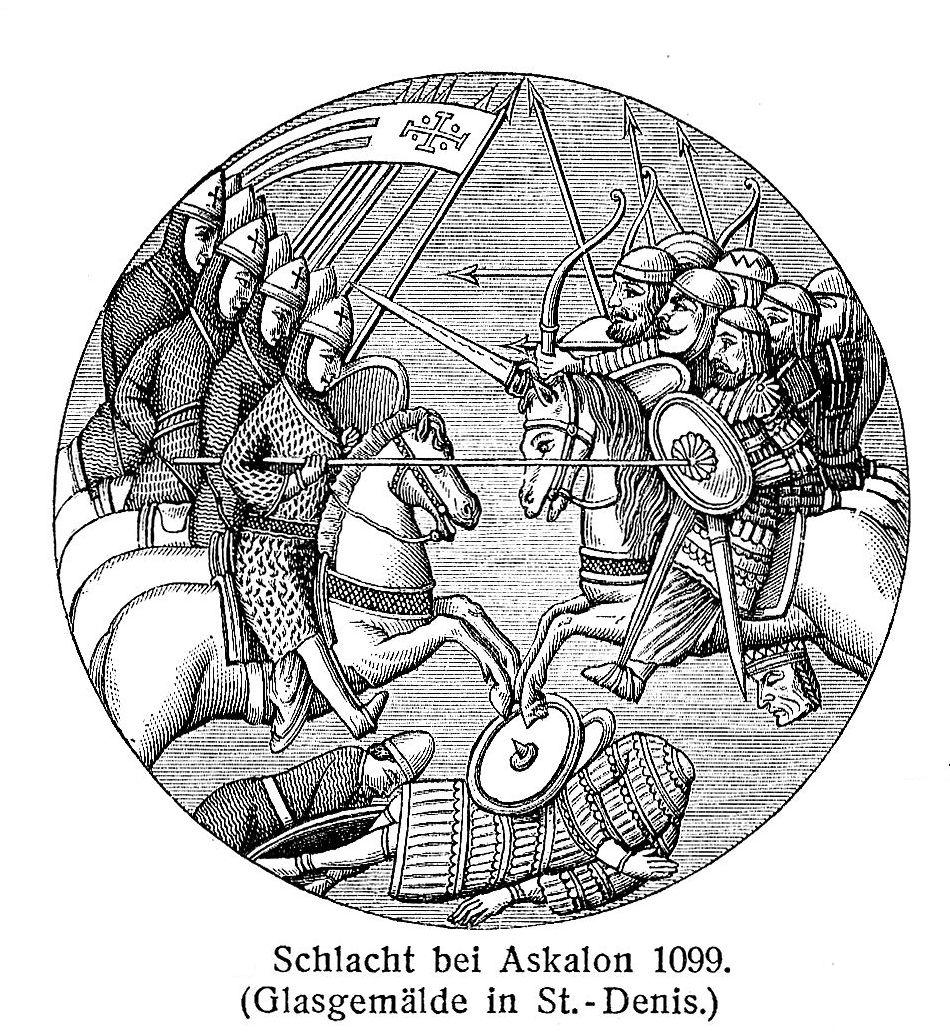
Ab dem 10. Jahrhundert tragen die Ritter längere Panzerhemden. (Schlacht bei Askalon 1099, Glasgemälde in St. Denis. Die Ritter links, die Ägypter rechts)

Über das gesamte Mittelalter war der verbreitetste Rüstungstyp die Textilpanzerung. Für einfachere Kämpfer als alleinige Rüstung (Gambeson oder auch Aketon) oder zusätzlich zu einer Metallrüstung entweder als Polsterung darunter, oder als zusätzlicher Schutz darüber. Diese Textilpanzerungen konnten sich in Aufbau und Material deutlich voneinander unterscheiden. Meist wurde Leinen oder Baumwollstoff in vielen Lagen übereinander vernäht, unter Umständen auch mit Polstermaterial versteppt. Bei Rüstungen für gehobene Schichten wurde die Rüstung auch mit kostbareren Materialien wie Seide bezogen und bestickt. Textilpanzerung konnte auch unter dem Helm getragen werden (Coiffe).
Leder als Rüstungsmaterial ist für (West-)Europa, außer als Trägermaterial für Metallplatten, stark umstritten. Einzig in wenigen Textquellen gibt es Hinweise auf die Verwendung von Leder (cuir bouilli oder magische Robbenhäute in einer isländischen Saga).
Schon im Frühmittelalter war bei wohlhabenden Kämpfern das Ringpanzerhemd die häufigste Rüstung. Im Frühmittelalter bedeckte das Ringpanzerhemd meist nur den Torso bis zu den Oberschenkeln, sowie die Oberarme. Dazu kam unter Umständen eine Haube aus Kettengeflecht oder ein am Helm befestigter Kettenkragen. Mit dem Hochmittelalter bedeckte der Ringpanzer immer größere Teile des Körpers, Handschuhe und Haube wurden mit integriert. Dazu kamen Beinlinge aus Kettengeflecht, die entweder am Wams oder einem speziellen Rüstgürtel befestigt wurden. Speziell in Verbindung mit Textilpanzerungen, bot diese Art der Rüstung einen sehr guten Schutz gegen die meisten Waffen der damaligen Zeit.

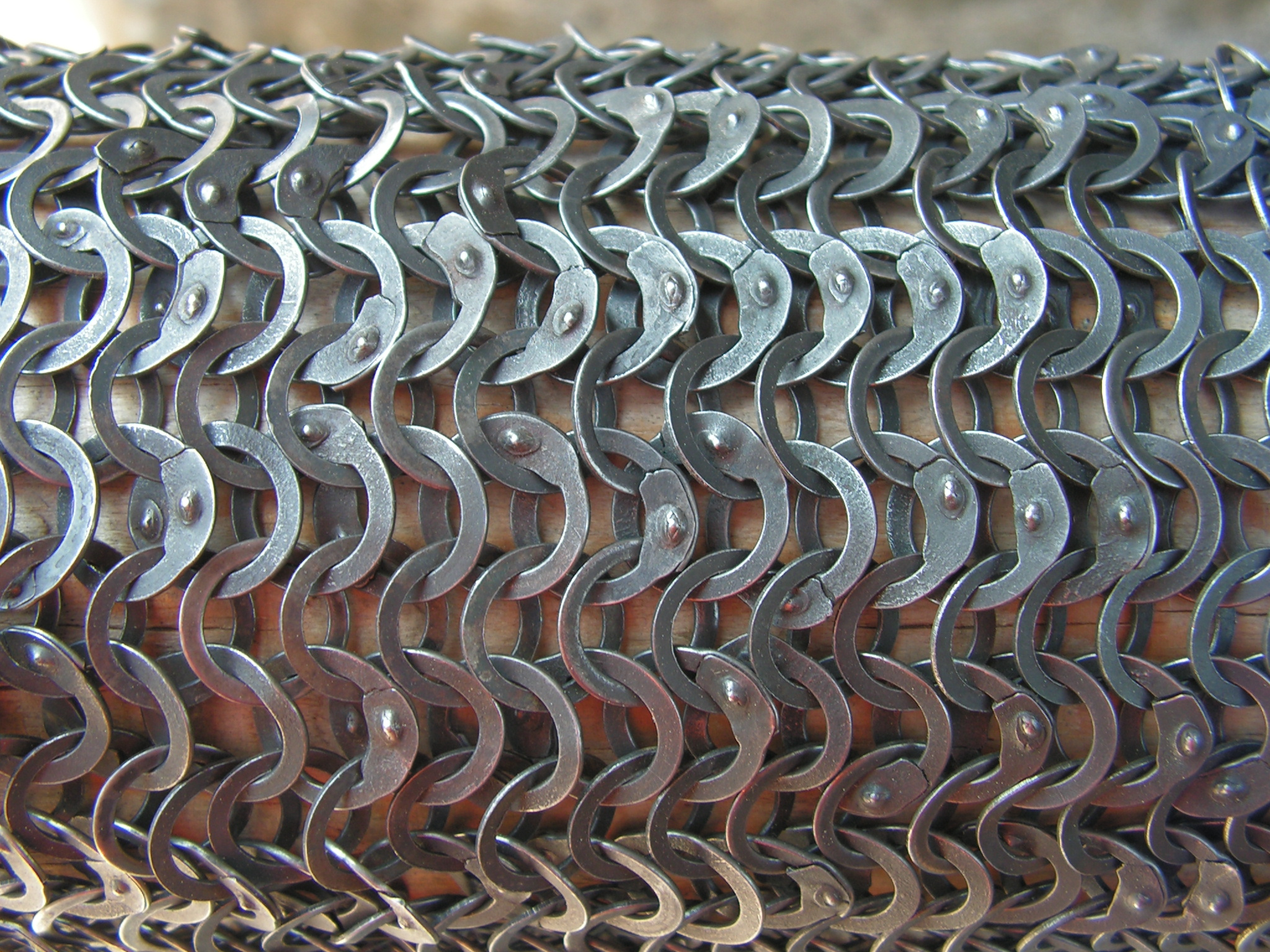
Ringelpanzer waren kostbare Rüstungen wohlhabender Ritter. (Ringelpanzer aus einzeln geschmiedeten und vernieteten Ringen)

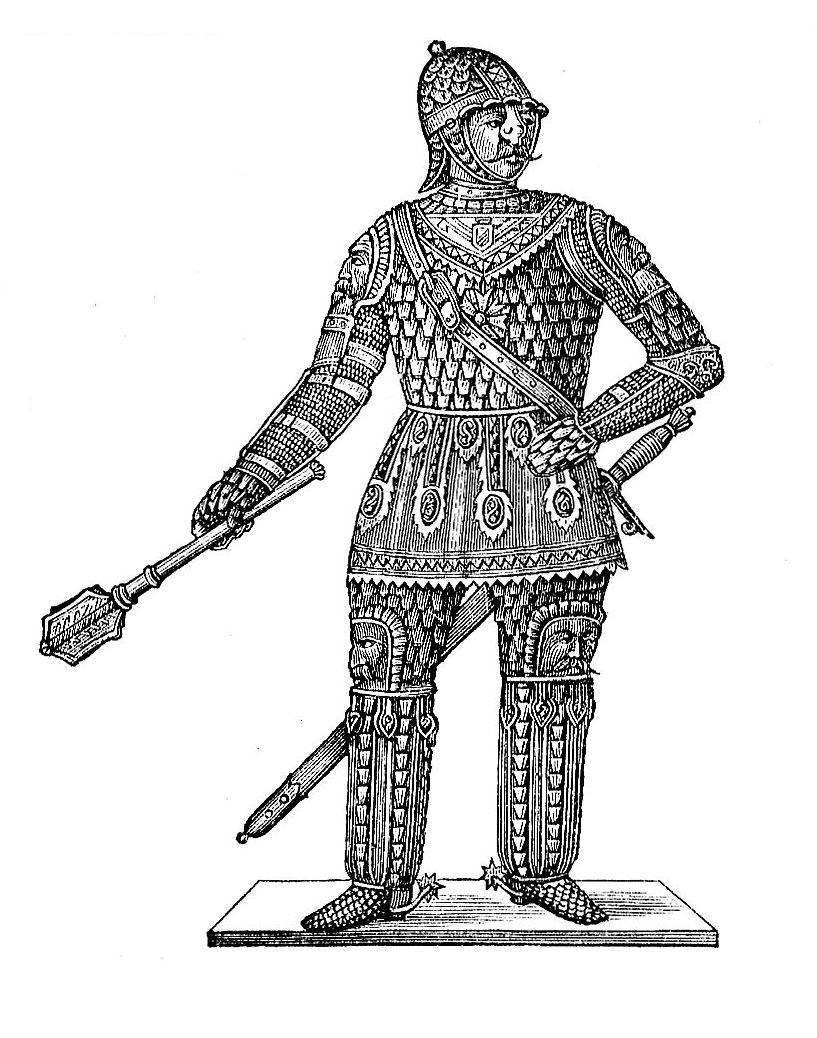
Polnischer Ritter 16. Jahrhundert, bis zu den Füßen gepanzert

Weniger verbreitet waren im Früh- und Hochmittelalter der Schuppenpanzer. Dieser ist bisher nur in Schrift- und Bildquellen, speziell für die Panzerreiter der Franken, nachweisbar. Eine Weiter- oder Parallelentwicklung des Schuppenpanzers ist der Lamellenpanzer. Dieser ist in Westeuropa nur in wenigen Funden, meist mit einem osteuropäischen oder asiatischen Kontext, nachweisbar.
Mit der Weiterentwicklung der Waffensysteme (stärkere Armbrüste, Reiterangriff mit eingelegter Lanze), sowie Fortschritten in der Metallverarbeitungstechnologie wurden im auslaufenden Hochmittelalter die Ringpanzerhemden durch weitere Rüstungsteile ergänzt. Diese Rüstungen (Plattenrock, Lentner, Brigantine) bestanden aus Metallplatten, die auf ein Trägermaterial genäht oder genietet wurden und dem Rumpf zusätzlichen Schutz boten.

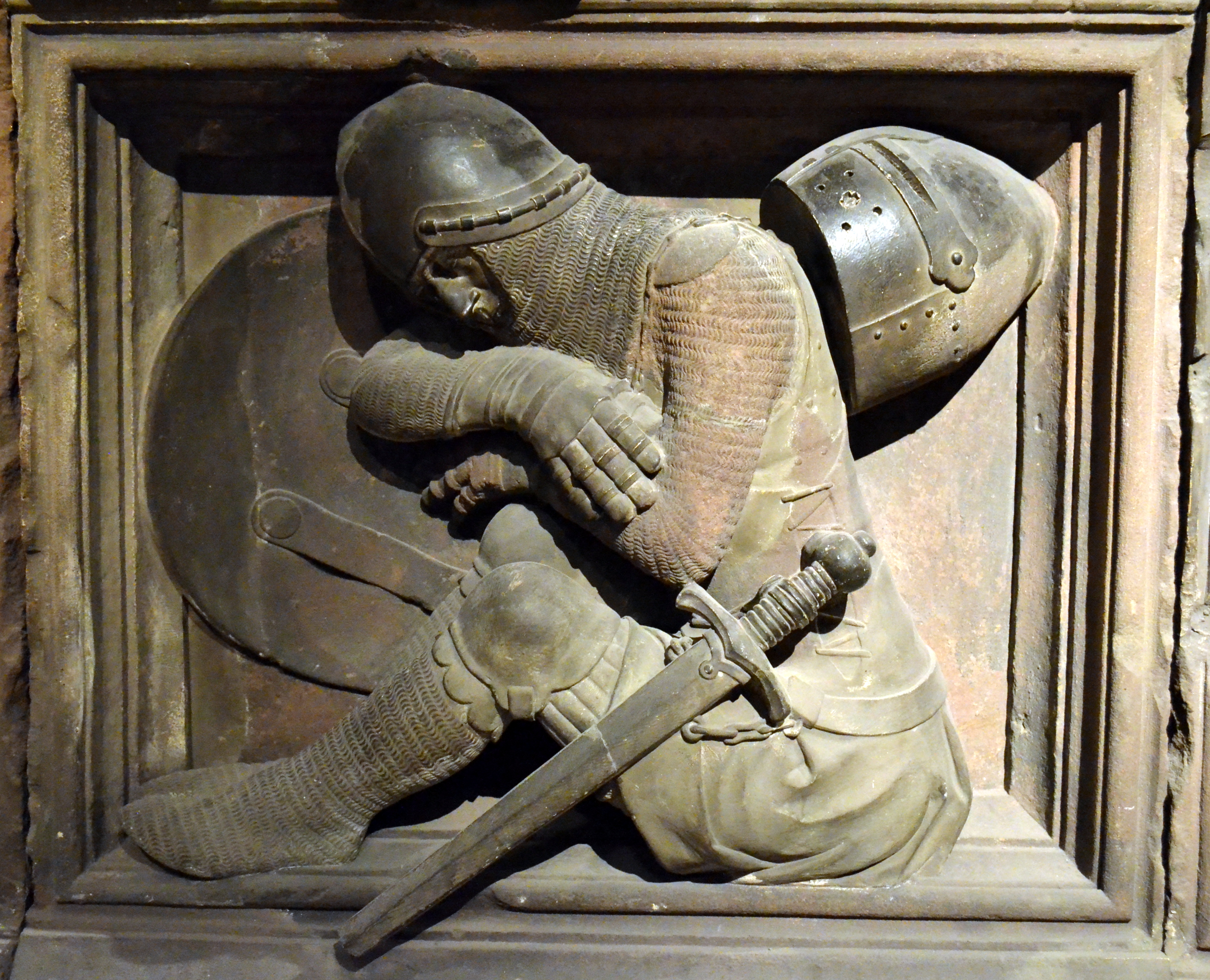
Ritter in Rüstung und Waffen

Parallel entstanden mit Beginn des Spätmittelalters Plattenrüstungen, die immer größere Teile des Körpers effektiver schützen konnten. Einflussreiche Rüstungszentren, die eigene Rüstungsstile prägten, waren im heutigen Deutschland Nürnberg und Augsburg, sowie in Italien Mailand. In anderen Ländern entstanden ebenfalls eigene Rüstungszentren, teils mit einem eigenen, charakteristischen Stil, die meist von deutschen oder italienischen Meistern geleitet wurden.

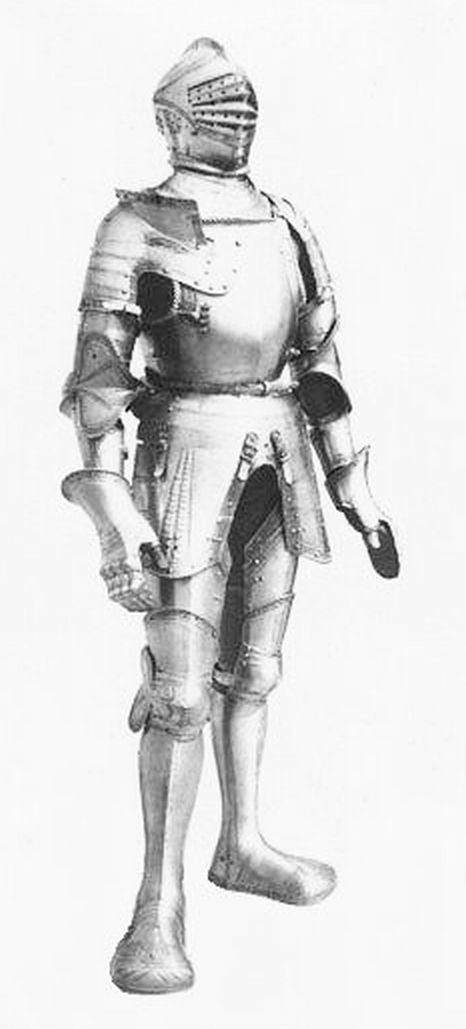
Vollständige Plattenrüstung, wie sie Anfang des 16. Jahrhunderts bestanden hat.

Charakteristisch für Mailänder Harnische waren die runden, wuchtigen Formen, sowie der asymmetrische Aufbau. Auch wurde unter dem Mailänder Harnisch meist ein vollständiges Kettenhemd getragen. In Deutschland vorherrschend war der gotische Harnisch, sowie später der Riefelharnisch. Der gotische Harnisch zeichnete sich durch seinen schlankeren und filigraneren Aufbau aus. Zudem wurde unter dem gotischen Harnisch seltener ein vollständiges Kettenhemd getragen, häufiger waren Kettengeflechtteile auf dem Rüstwams so angebracht, dass sie die Schwachstellen der Rüstung bedeckten. Der Riefelharnisch erhält seinen Namen von der Riefelung der Oberfläche. Neben dem dekorativen Element dieser Riefelung, konnte damit auch konstruktiv eine höhere Stabilität bei geringerem oder gleichen Gewicht erreicht werden. Erkauft wurde dieser Vorteil durch eine bedeutend kostspieligere Herstellung.

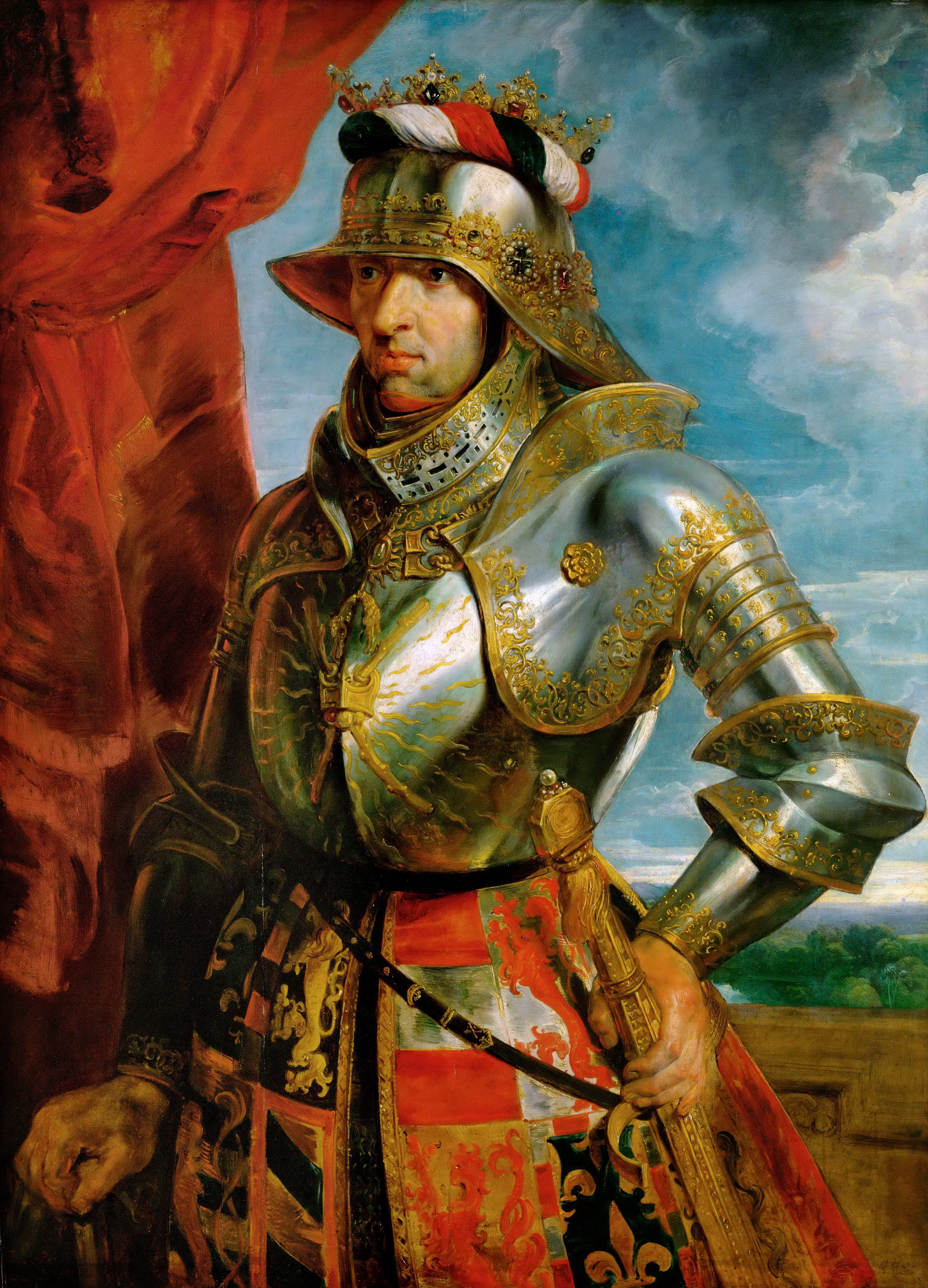
Kaiser Maximilian I. (1459–1519) in Prunkharnisch

Englische Rüstungen wurden stärker als ihre kontinentalen Pendants auf den Kampf zu Fuß optimiert und umschlossen den Körper nahezu vollständig mit Metallplatten. Die Rüstungen auf dem europäischen Festland wurden in weitaus größerem Maße von Reitern getragen und konnten beziehungsweise mussten demzufolge bestimmte Körperteile nicht äquivalent schützen (beispielsweise wurde die Innenseite der Beine höchstens mit Kettengeflecht geschützt, da einerseits das Pferd dort Schutz bot, andererseits dieses auch durch die Platten nicht wundgescheuert werden durfte).
Neben den militärischen Rüstungen, wurden Turnierrüstungen in einem sportlicheren Kontext genutzt. Diese Rüstungen konnten deutlich schwerer und unbeweglicher werden, als ihre militärischen Pendants. Die schwersten Rüstungen, die hergestellt wurden, waren die Panzer für das Gestech (Turnier, auch Schweifrennen, Anzogenrennen, Welsches Gestech, Geschiftrennen oder Scharfrennen). Für diese Turniere wurden meist schon bestehende Harnische mit zusätzlichen Panzerplatten und Verstärkungen an Kopf, Brust und Armen ausgerüstet. Diese Verstärkungen wurden dermaßen übertrieben, dass manche Panzer kaum noch zu benutzen waren. Ihr Gewicht betrug in manchen Fällen bis zu 80 kg. Diese Gestechrüstungen dürfen aber nicht mit den allgemeinen Rüstungen verwechselt werden. Sie sind für einen Kampf- oder Kriegseinsatz nicht zu gebrauchen. Diese Rüstungen wurden allgemein auch Stechzeug genannt. Durch die Rüstung war der Reiter schwer und unbeholfen und die Pferde waren wegen der zu tragenden Last nicht mehr in der Lage, den sogenannten Chok – ein militärisches Angriffsmanöver der Kavallerie – auszuführen. Ferner stürzten die Pferde nun leichter im Kampf.

### Neuzeit
Mit zunehmender Verbreitung der Feuerwaffen wurden die Rüstungen massiver, Helme und Brustpanzer teilweise kugelsicher. Durch das dadurch zunehmende Gewicht der einzelnen Rüstungsteile bedeckten die Rüstungen immer weniger Teile des Körpers, bis in napoleonischer Zeit nur noch schwere Reiterei (Kürassiere) einen Brustpanzer trugen.

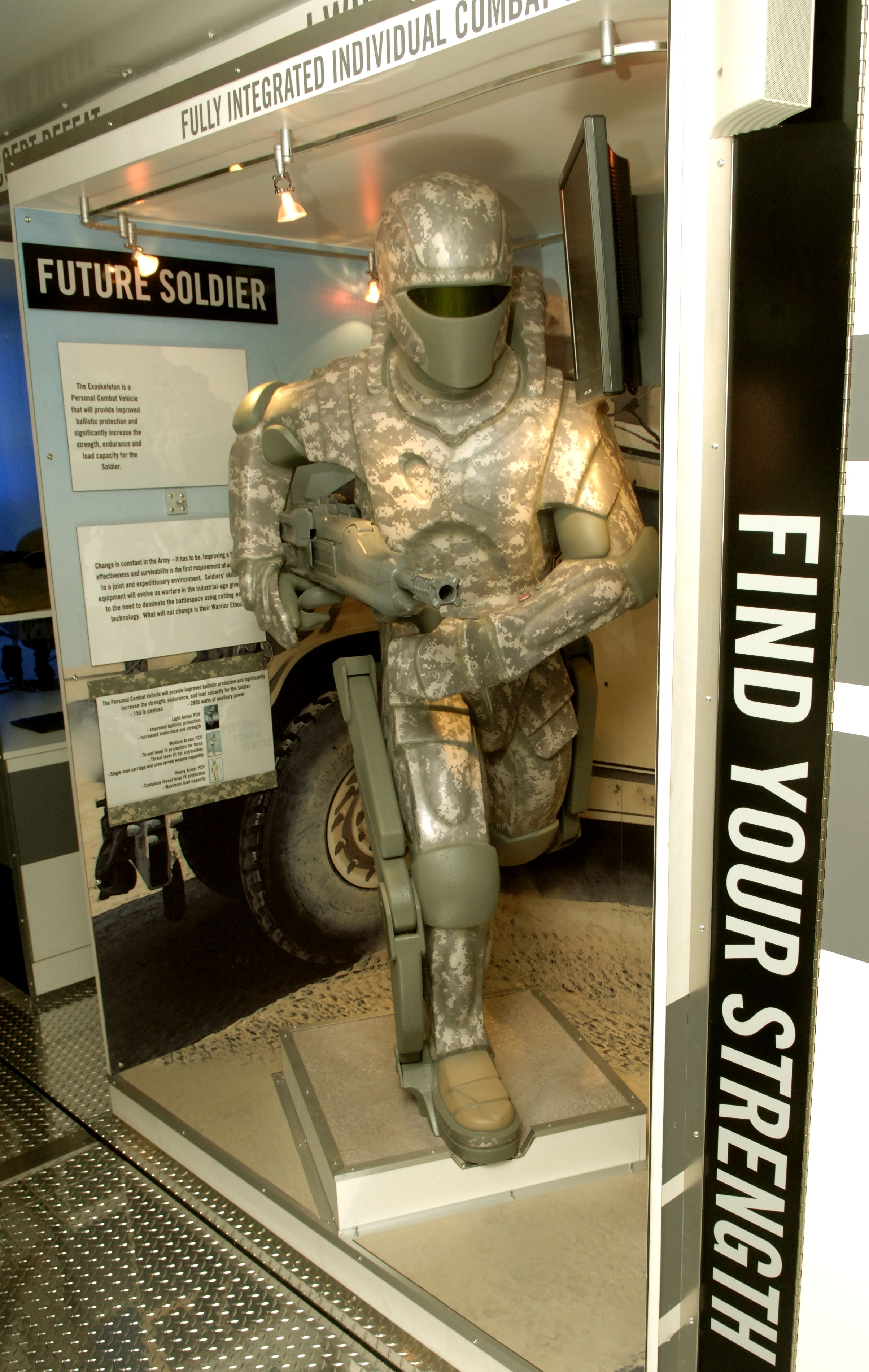
Konzept einer Exoskelettrüstung der US Army

Zu Beginn des 20. Jahrhunderts wurde in den Grabenkämpfen des Ersten Weltkriegs kurzzeitig verstärkt mit Rüstungen experimentiert, bis diese gänzlich verschwanden.
Heutzutage werden im militärischen Bereich Kampfanzüge mit beschusshemmenden Bestandteilen aus Keramik, Metall oder Kevlar genutzt. Diese schützen gegen (Granat-)Splitter und Projektile, bis zu einer gewissen kinetischen Energie. Auch bei der Polizei finden diese Rüstungen Verwendung. Dass die Entwicklung von Rüstungen für Infanterieeinheiten weitergeht, zeigen beispielsweise Konzepte aus dem Future-Soldier-Programm der NATO.